# 加藤万里奈
加藤 万里奈（かとう まりな、1998年12月7日 - ）は、日本の口笛演奏家、歌手。
茨城県水戸市出身。茨城大学教育学部附属小学校、茨城大学教育学部附属中学校、水戸啓明高等学校を経て、2021年9月20日に亜細亜大学都市創造学部都市創造学科を卒業。

## 経歴・人物
小学校1年からバイオリンを習い、小学生の頃はNHK児童合唱団に入っていた。
中学校2年生の終わり頃、クラスメイトが教室で口笛を吹いていたのを真似て吹いてみたところ周囲の友人に褒められ、母にも絶賛されたことから本格的に練習を開始。母には「昨年の世界大会の優勝者よりはるかにうまい」と評価され、世界大会を目指すことになった。この頃から口笛で音階を吹き分け、ビブラートをかけて、さらに知ってる曲であればなんでも吹くことができたという。
中学3年で出場した2013年4月にアメリカ合衆国のノースカロライナ州で開催された国際口笛大会（IWC 、インターナショナル・ウィスラーズ・コンベンション）のティーン部門女子部で優勝。それを期に、プロフェッショナル口笛奏者を目指す。口笛を本格的に始めて僅か7ヶ月後の事だった。
デヴィ・スカルノ（デヴィ夫人）と交流を持ち、「デヴィ夫人と同居する女子大生」として著名になった。日本テレビ系列『世界の果てまでイッテQ!』に出演するデヴィ夫人に惹かれ、高校1年生の頃に夫人と交流のある男性と接触。そこから夫人と直接交流を持つようになった。
亜細亜大学に進学し、武蔵境まで片道3時間半かけて通学していたところ、夫人に自身の別宅に住むように勧められる。別宅で一人暮らしをしていたが、家事能力がなかったことから本宅に同居することになり、大学2年生から卒業までの間同居した。加藤は夫人を第二の母と慕い、夫人は加藤を孫のように可愛がり、大学卒業後も交流は継続している。
「爬虫類好き」という一面も持つ。また、小学生のころ単独で訪ねたモンゴルで乗馬を経験したことを期に、乗馬を趣味とする。かつては女性ジョッキーを志したこともあった。
2014年には芸術文化功労賞受賞。2018年には、女優としての活動も開始。「水戸の魅力宣伝部長」でもある。
2019年11月2日には、亜細亜大学の学園祭に於いて口笛の演奏を披露した。同年、日本人で初めて米ニューヨーク市のカーネギーホールで口笛を演奏した。
2021年10月20日にシングル「名前の無い駅」で歌手デビュー。同曲はテレビ埼玉『情報番組マチコミ』のエンディングテーマに採用された。

## 出演

### テレビ
- ナミノリ! ジェニー 2017年7月22日放送分[9]
- 林先生が驚く初耳学! （2018年3月11日）
- よじごじDays（2018年8月3日）
- 所さんの学校では教えてくれないそこんトコロ （2018年9月7日）
- 取扱注意人物 スターの種か？デンジャーか？ （2018年10月17日）
- ヒルナンデス! （2019年5月22日）
- ニノさん（2019年6月30日）
- ウラマヨ（2019年8月24日）
- メッセンジャーの○○は大丈夫なのか?（2019年12月12日）
- 林先生が驚く初耳学! （2020年6月28日）
- やすとものいたって真剣です （2020年7月9日）
- 鶴瓶×サンド　グラフ de 人生　～身内から見たホントのあなた～（2020年8月30日）[10]
- 激レアさんを連れてきた。（2020年10月5日）
- ノンストップ! （2020年10月7日）
- サンデージャポン （2020年11月22日：初の生番組〔に長時間の〕出演。当人曰く「90分間 生放送に出演させて頂くのが今回はじめてなので緊張してます！」との事である[11]）
- 情報ライブ ミヤネ屋 （2020年12月1日）
- ノンストップ! （の年末大忘年会、フジテレビアナウンサーの杉原千尋、サキソフォン奏者のユッコ・ミラーと組んでベートーヴェン作曲の第九を演奏。2020年12月29日）
- サンデージャポン （2021年1月10日）
- マチコミ（2021年9月21日、テレビ埼玉）
- スペースツヨシの地球人を吸い上げてみたら - （2021年11月27日）
- 土曜はカラフル  -（2023年11月11日　TOKYO MX）
- 所さんの学校では教えてくれないそこんトコロ!  - （2024年6月28日 テレビ東京）

### ラジオ
- SWEET!! （2021年10月27日、アール・エフ・ラジオ日本）
- 夏木ゆたかのホッと歌謡曲（2021年10月29日アール・エフ・ラジオ日本）

### ネット配信
- 千鳥のロコスタ [12]

### 映画
- 欲望の怪物（2018年の短編映画、主演）
- PSYCHO-PASS サイコパス Sinners of the System Case.3 恩讐の彼方に＿＿（ツェリン・グルンの口笛を担当）
- 綺麗な、悪（2025年2月21日公開の邦画〔監督 : 奥山和由〕。出演したのではなく、バックに流れる口笛のメロディーを作曲）